# Ludovico Mazzanti

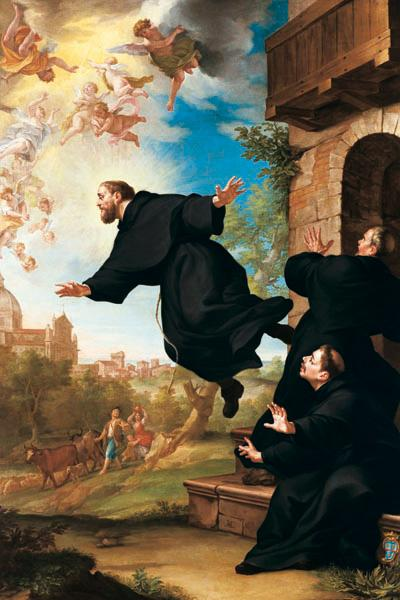
Ludovico Mazzanti: San Giuseppe da Copertino si eleva in volo alla vista della Basilica di Loreto

Ludovico Mazzanti (Roma, 5 de dezembro de 1686 – Viterbo, 29 de agosto de 1775) foi um pintor italiano.